# Reichsministerium des Innern

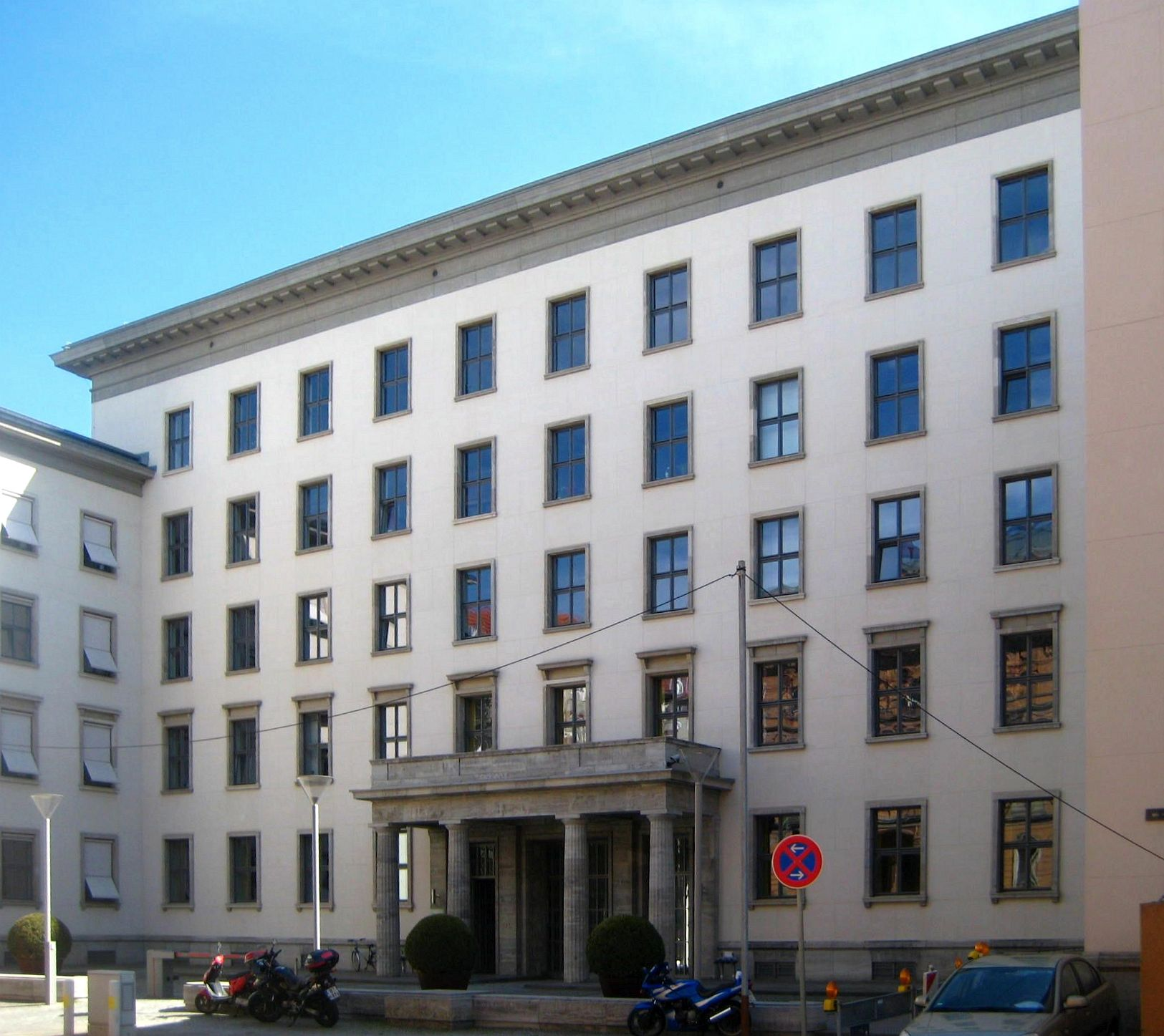
Erweiterungsbau des Reichsministeriums des Innern aus den 1930er Jahren, Dorotheenstraße 93 (2010)

Das Reichsministerium des Innern (RMI) war das Innenministerium des Deutschen Reiches während der Weimarer Republik und der Zeit des Nationalsozialismus. Am 1. November 1934 wurde es mit dem Preußischen Innenministerium zum Reichs- und Preußischen Ministerium des Innern vereint. Es hatte damit insbesondere die Zuständigkeit für den gesamten Polizeiapparat.
Es war der Nachfolger des Bundeskanzleramts des Norddeutschen Bundes von 1867, seit 1871 Reichskanzleramt genannt, und des Reichsamts des Innern von 1879 sowie der Vorgänger des Bundesministeriums des Innern. Seit dem 14. April 1914 hatte das Innenministerium auch die Zuständigkeit für den Spitzensport als nationale Aufgabe.

## Gebäude

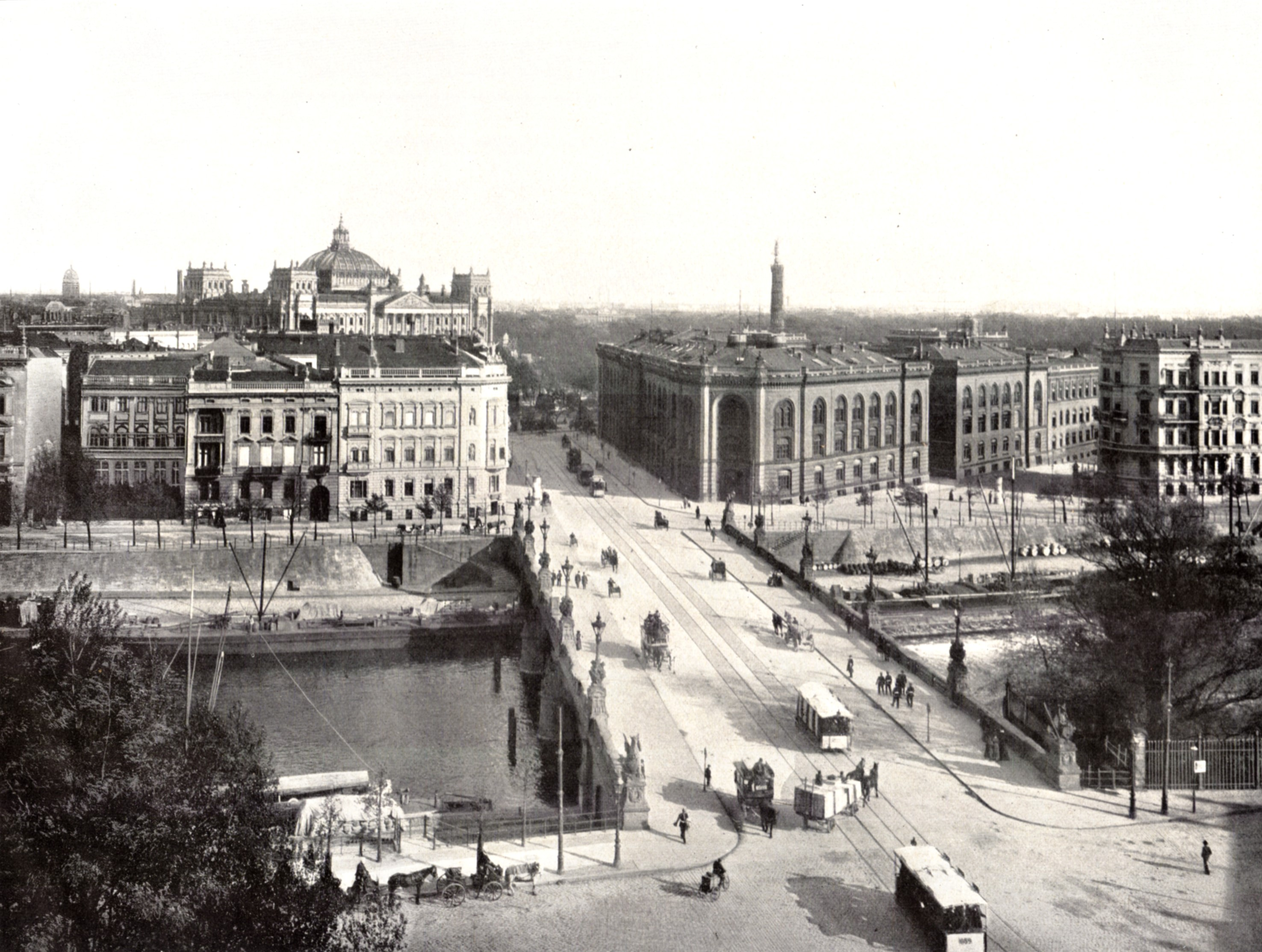
Blick über die Moltkebrücke auf das Generalstabsgebäude (rechts)

Das Bundeskanzleramt des Norddeutschen Bundes befand sich seit 1867 in der Wilhelmstraße 74 in Berlin. Das in Reichsministerium des Innern umbenannte Ministerium zog 1919 an den Königsplatz im Alsenviertel in das ehemalige Generalstabsgebäude (heute Platz der Republik). Im Zweiten Weltkrieg zerstört, wurde das Haus 1950 gesprengt und 1951 das Grundstück geräumt.

## Amtliches Organ
Das zum Zweck öffentlicher Bekanntmachungen herausgegebene Amtsblatt des Reichsministeriums war von 1923 bis 1945 das Reichsministerialblatt (RMBl). Es folgte in dieser Funktion dem von 1873 bis 1922 überwiegend noch von der Vorgängerbehörde herausgebrachten Zentralblatt für das Deutsche Reich (ZBl).

## Amtsinhaber ab 1919
| Name                      | Amtsantritt       | Ende der Amtszeit | Partei    |
| ------------------------- | ----------------- | ----------------- | --------- |
| Hugo Preuß                | 13. Februar 1919  | 20. Juni 1919     | DDP       |
| Eduard David              | 21. Juni 1919     | 3. Oktober 1919   | SPD       |
| Erich Koch-Weser          | 3. Oktober 1919   | 4. Mai 1921       | DDP       |
| Georg Gradnauer           | 10. Mai 1921      | 22. Oktober 1921  | SPD       |
| Adolf Köster              | 26. Oktober 1921  | 14. November 1922 | SPD       |
| Rudolf Oeser              | 22. November 1922 | 12. August 1923   | DDP       |
| Wilhelm Sollmann          | 14. August 1923   | 3. November 1923  | SPD       |
| Karl Jarres               | 11. November 1923 | 15. Dezember 1924 | DVP       |
| Martin Schiele            | 15. Januar 1924   | Oktober 1925      | DNVP      |
| Otto Geßler kommissarisch | 23. Oktober 1925  | 5. Dezember 1925  | DDP       |
| Wilhelm Külz              | 20. Januar 1926   | 17. Dezember 1926 | DDP       |
| Walter von Keudell        | 29. Dezember 1927 | 12. Juni 1928     | DNVP      |
| Carl Severing             | 28. Juni 1928     | 27. März 1930     | SPD       |
| Joseph Wirth              | 30. März 1930     | 7. Oktober 1931   | Zentrum   |
| Wilhelm Groener           | 9. Oktober 1931   | 30. Mai 1932      | parteilos |
| Wilhelm Freiherr von Gayl | 1. Juni 1932      | 17. November 1932 | DNVP      |
| Franz Bracht              | 3. Dezember 1932  | 28. Januar 1933   | parteilos |
| Wilhelm Frick             | 30. Januar 1933   | 20. August 1943   | NSDAP     |
| Heinrich Himmler          | 24. August 1943   | 29. April 1945    | NSDAP     |
| Paul Giesler              | 30. April 1945    | 3. Mai 1945       | NSDAP     |
| Wilhelm Stuckart          | 3. Mai 1945       | 23. Mai 1945      | NSDAP     |

## Staatssekretäre
- Theodor Lewald (1919–1921)
- Heinrich Schulz (1919–1927, nur Leiter der Schulabteilung)
- Johann Michael Freiherr von Welser (1921–1923)
- Philipp Brugger (1921–1932)
- Erich Zweigert (1923–1933)
- Hans Pfundtner (1933–1943)
- Wilhelm Stuckart (1935–1945)
- Heinrich Himmler (Chef der Deutschen Polizei, 1936–1943)
- Leonardo Conti (08/1939–1944)

## Behörden
- Reichsamt für deutsche Einwanderung, Rückwanderung und Auswanderung
- Reichstauschstelle im Reichsministerium des Innern